# Kim Heiduk
Kim Heiduk (Herrenberg, 3 de março de 2000) é um ciclista alemão que compete com a equipa Ineos Grenadiers.

## Biografia
Kim uniu-se ao UCI Continental Team Lotto-Kern Haus para a temporada de 2019. Em abril de 2021 finalizou quarto na classificação geral do Volta a Rodas. O seu primeiro sucesso internacional chegou em maio de 2021 ao ganhar o esprint em massa da primeira etapa do Tour de Eure e Loir. Perdeu a liderança na etapa final e terminou segundo na geral. No subsiguiente campeonato de três países em 2021, ganhou o campeonato da Alemanha sub-23 num esprint.
No final de 2021 assinou um contrato com o UCI WorldTeam Ineos Grenadiers para a temporada de 2022.

## Palmarés
- 2021
  - 1 etapa do Tour de Eure e Loir

## Equipas
- Team Lotto Kern-Haus (2019-2021)
- Ineos Grenadiers (2022-)